# Anomaloglossus wothuja
Anomaloglossus wothuja (Barrio-Amorós, Fuentes & Rivas, 2004) è un anfibio anuro, appartenente alla famiglia degli Aromobatidi.

## Etimologia
L'epiteto specifico è il corretto denominativo per il popolo Piaroa o Dearuwa, che live nell'area del massiccio del Cuao-Sipapo, nel nord dello stato di Amazonas in Venezuela.

## Distribuzione e habitat
È endemica dello stato di Amazonas in Venezuela, dove si trova da 150 a 200 m d'altitudine alla base del Cerro Sipapo.